# Авионска несрећа у Смоленску 2010.
У суботу 10. априла 2010. Тупољев Ту-154М 36. Специјалне пуковније Пољске срушио се у прилазу на писту војне базе у Смоленску (Русија) при чему је погинуло свих 96 путника и чланова посаде укључујући пољског председника Леха Качињског. Пољска делегација била је на путу на обележавање 70. годишњице масакра у Катињској шуми. Авион се срушио приликом четвртог покушаја слетања због удара у дрвеће при густој магли. Иако је контрола лета покушала да лет преусмери на други аеродром пилоти су то одбили.
Међу погинулим путницима осим председника је била и његова супруга Марија Качињска као и бројни високи званичници. Међу погинулим политичарима су петнаест посланика Сејма, укључујући и два потпредседника од којих је Јежи Шмајђињски био кандидат Савеза демократске левице за председника, три сенатора укључујући и једног потпредседника, четири члана канцеларије председника као и заменика шефа дипломатије. Погинуло је цело војно-безбедносно руководство државе, начелник Генерлаштаба Франћишек Гонгор, затим команданати копнених снага, морнарице, ваздухопловства, специјалних снага и Варшавског гарнизона а такође и начелник канцеларије за националну безбедност. Погинуо је и Славомир Скжипек, гувернер Народне банке Пољске, затим Пјотр Нуровски, председник Олимпијског комитета, Јануш Кохановски омбудсман, као и председници Адвокатске коморе и Института памћења. Међу погинулима су и великодостојници пољске хришћанске цркве, и католичке и православне. Пољска је у несрећи изгубила и последњег председника Пољске у егзилу Ришарда Качоровског и једног од оснивача покрета Солидарност Ану Валентинович. У несрећи су погинули и други високи функционери и чланови породица Пољака убијених у Катињској шуми.
У Пољској је проглашено 9 дана жалости поводом катастрофе, као и у многим државама Европе укључујући Србију. Вршилац дужности председника је Броњислав Коморовски, председник Сејма. Бројни светски лидери су изразили саучешће пољском народу. Руски председник Дмитриј Медведев је назначио премијера Владимира Путина на чело тела које ће се бавити испитивањем детаља трагедије. Качињски и супруга су сахрањени у катедрали у дворцу Вавел у Кракову, где су сахрањивани пољски краљеви. Брат близанац Леха Качињског, Јарослав Качињски се кандидовао на превременим председничким изборима.
| „             | Авионска несрећа у Русији, у којој су погинули председник Пољске Лех Качињски и други високи функционери, најтрагичнији је догађај у послератној историји Пољске. | ” |
| — Доналд Туск | |   |

| „                       | Катин је изгледа за нас проклето место. | ” |
| — Александар Квасњевски |                                         |   |

| „             | Пољски председник Лех Качињски био је искрени пријатељ Србије и ми то никада нећемо заборавити. | ” |
| — Борис Тадић |                                                                                                 |   |

## Галерија
- Председнички авион
- Обраћање руског председника народу Пољске поводом трагедије
- Руски званичници пале свеће у помен погинулима
- Свеће и цвеће у Варшави
- Свеће и цвеће у Варшави
- Испраћај председника Качињског
- Сахрана
- Сахрана